# Алан Елфорд
Алан Елфорд (англ. Alan F. Alford, 1961 — 14 листопада 2011) — англійський письменник, незалежний дослідник, який широко визнаний як один з провідних світових фахівців з античної міфології, походження релігії світу та єгиптології. Прихильник псевдоісторичної теорії «стародавніх астронавтів».

## Біографія
Алан Елфорд народився в Англії. Навчався в гімназії імені короля Едуарда VI в місті Саутгемптон (Школа короля Едуарда VI). У 1982 році він отримав ступінь бакалавра в галузі комерції в Бірмінгемському університеті (м. Бірмінгем). Пізніше в 1985 році отримав кваліфікацію дипломованого бухгалтера (Інститут бухгалтерів Англії та Уельсу), а в 1993 року — диплом магістра управління бізнесом, в Університет Ковентрі.
Алан Алфорд працював бухгалтером, отримав досвід роботи в будівництві, аерокосмічній, та водопостачальній індустрії.
У середині 1980-х років, Алан Елфорд був заінтригований теорією «стародавніх астронавтів» Еріха фон Денікена, яка була далі розвинена Захарією Сітчиним. Він почав присвячувати значну частину свого вільного часу вивченню стародавнього минулого, відвідуванню стародавніх міст у світі, міркуючи про вічні питання: хто ми і звідки ми прийшли. Станом на 2003 рік, він побував більш ніж у двадцяти чотирьох країнах, включаючи Грецію, Єгипет, Ліван, Ізраїль, Йорданію, Мексику, Перу, Болівію, Китай і Непал. Він особисто протягом 17 років провів дослідження літературних джерел з багатьох протилежних теорій, які намагаються пояснити загадки таємничого минулого людства.
У 1996 році Алан Елфорд самостійно опублікував свою першу книгу «Боги нового тисячоліття», на підтримку теорії «стародавніх астронавтів», і почав продавати її через Інтернет. Через декілька місяців, книга була надрукована і в 1997 року стала бестселером номер одинадцять у Великій Британії (згодом була перекладена на дев'ять мов).
Після успіху першої книги, Алан вирішив повністю присвятити себе вивченню стародавньої історії й пізніше написав ще п'ять книг.
У 1998 році він приголомшив читачів своєї першої книги «Боги нового тисячоліття», опублікувавши книгу «Рішення Фенікс», яка розглядала недоліки теорії «богів у плоті та крові». Елфорд стверджував, що боги, які спустились з небес на землю, були не давніми астронавтами (див. «Палеоконтакт»), а персоніфікацією катаклізмів від початку існування світу, якимись катастрофічними подіями з минулого (метеорит, чи загибла планета). Аргументи Елфорда дійсно були настільки сильними, що Захарій Сітчин, та провідні послідовники теорії «стародавніх астронавтів» погрожували йому позивом на 50 мільйонів доларів США на тій підставі, що його зауваження дискредитували теорію Сітчина й знищили його репутацію. Результати своїх подальших дослідів на цю тему Алан опублікував у книзі «Коли Боги спустилися з небес», яка була видана в 2000 році.
У жовтні 2001 року Алан Елфорд видав свою четверту книгу «Атлантіс таємно». У цій книзі Алан стверджує що Атлантида не була островом, материком або взагалі якимось земним утворенням, а була планетою, що обертається навколо Сонця. Елфорд звертався до єгипетських корінь Атлантиди (є думка, що праці Платона, в яких зустрічається згадка Атлантиди — це переказ Солона, який у свою чергу виклав історії, які чув під час своєї подорожі Єгиптом) і власної інтерпретації єгипетських легенд, намагаючись знайти в них свідоцтва вибуху планети, яке мало бути якимось чином відображено при складанні міфів. Досить важливо, що Елфорд отримав підтримку своєї теорії про Атлантиду від професора Крістофера Гілла з Університету Ексетера в Англії (м. Ексетер) — одного з провідних фахівців у світі щодо Платона та історії про Атлантиду, який написав передмову до книги.
У травні 2003 року Елфорд самостійно опублікував свою п'яту книгу «Піраміда таємниць», а в жовтні 2004 року — шосту книгу «Смерть і відродження Бога в Стародавньому Єгипті».
Він перебував у шлюбі, дітей не мав. Проживав у місті Саутгемптон (Англія). Метою Алана в житті було досягнення особистого просвітління духовного і закладання основи для можливого об'єднання всіх релігій світу.

## Приєднання до теорії стародавніх астронавтів
У першій книзі Елфорд розглядав можливість того, що людська культура, і навіть сама людина були створені цивілізацією богів «з плоті та крові», яка має неземне походження. Хоча базою для роботи Елфорда стали праці згаданого Захарія Сітчина та Еріха фон Денікена, він не завжди погоджувався з їхніми теоріями. У книзі розглядаються декілька незрозумілих загадок історії, науки та релігії: такі як, походження людини, раптові появи давніх цивілізацій Шумеру, Єгипту, ціла низка архітектурних загадок минулого, які невідомо яким чином були створенні з примітивних технологій мідної та залізної доби (Баальбек, піраміди Гізи, Стоунгендж, геогліфи Наски в Перу) тощо.
На підтримку своїх теорій Елфорд представив інформацію, особливості дослідження та історичні роботи, які як правило не погоджуються з «класичними» теоріями та ігноруються.
Але вже через два роки, після поглибленого вивчення текстів пірамід, він почав сумніватися в своїй теорії. У своїй другій книзі «Шлях Фенікса» Алан припустив, що боги уособлювали собою давню катастрофу (вибух планети), який спричинив появу або розвиток життя на Землі.

## Твори
- (англ.)«Боги нового тисячоліття». — Gods of the New Millennium, Hodder & Stoughton, 1997; published by Eridu Books, 1996.
- (англ.)«Шлях Фенікса». Таємниці забутої цивілізації. — The Phoenix Solution, Hodder & Stoughton, 1998.
- (англ.)«Коли Боги спустилися з небес». — When the Gods Came Down, Hodder and Stoughton, 2000.
- (англ.)«Атлантіс таємно». — The Atlantis Secret, Eridu Books, 2001.
- (англ.)«Піраміда таємниць». — Pyramid of Secrets, Eridu Books, 2003.
- (англ.)«Північне сонце». Смерть та відродження бога в давньому Єгипті. — The Midnight Sun, Eridu Books, 2004.